# قائمة مسلسلات رمضان 2011
يتم في رمضان 2011 عرض العديد من المسلسلات العربية على القنوات الفضائية فيما يسمى ماراثون المسلسلات الرمضانية.
| المسلسل                            | حول المسلسل |
| ---------------------------------- | --- |
| الولادة من الخاصرة                 | مسلسل سوري من إخراج رشا هشام شربتجي وتأليف سامر فهد رضوان |
| الشحرورة                           | يروى المسلسل قصة حياة الفنانة صباح (الشحرورة) على الصعيدين الفنى والشخصى. |
| فرصة ثانية                         | حول المسلسل هنا |
| في حضرة الغياب                     | سيرة الشاعر الفلسطيني محمود درويش |
| بنات الثانوية (مسلسل)              | حول المسلسل هنا |
| صبايا 3                            | حول المسلسل هنا |
| وهج الشموع                         | حول المسلسل هنا |
| مشرفة..رجل لهذا الزمان             | حول المسلسل هنا |
| شيفون                              | تاجر مخدرات يحاول أن يستغل ظروف ومشاكل الشباب والمراهقين كي يورطهم في عالم الجريمة والمخدرات                                                                                               |
| الشبيهة                            | حول المسلسل هنا |
| جفنات العنب                        | حول المسلسل هنا |
| عابد كرمان                         | حول المسلسل هنا |
| قطار الصعيد                        | حول المسلسل هنا |
| لحظات حرجة 3ا                      | حول المسلسل هنا |
| المصاقيل                           | حول المسلسل هنا |
| هز الهلال يا سيد                   | حول المسلسل هنا |
| صايعين ضايعين                      | حول المسلسل هنا |
| مسيو رمضان مبروك أبو العلمين حمودة | حول المسلسل هنا |
| الريان                             | تناول المسلسل سيرة رجل الأعمال المصري الشهير أحمد الريان، الذي كان مثار جدل كبير في التمانينات                                                                                             |
| الانفجار                           | يتناول قضايا الإرهاب والآثار الإنسانية التي يخلّفها وذلك من خلال عرضه لقصة مجموعة إرهابية مجهولة تفجّر باصاً متجهاً من دمشق إلى حلب                                                            |
| الزناتي مجاهد                      | حول المسلسل هنا |
| ليلى 3                             | حول المسلسل هنا |
| علمني كيف انساك                    | تدور قصة المسلسل من خلال مضيقة تقع في حب زميلها الطيار ويقرران الزواج بعد أن حكى لها العديد من المشاكل الأسرية                                                                             |
| من عيوني                           | أحداث المسلسل في أطار اجتماعي كوميدي ساخر يتناول شئون المجتمع حول شخصية رجل ضرير يؤدي دوره الفنان (حسن عسيري) يدير مطعما                                                                   |
| بنات سكر نبات                      | دور أحداث المسلسل في إطار تراجيدي اجتماعي حول حياة ثلاث فتيات جامعيات وما يتعرضن له من مضايقات ومشاكل محيطة بهن                                                                            |
| قصص الحيوان في القرآن              | تناول حلقات المسلسل قصص الحيوان التي ذكرت في القرآن الكريم وذلك في إطار قصصي واقعي يرتكز على الحقيقة الدينية موضحا الآيات القرآنية التي ذكرت فيها تلك القصص والدور الذي قامت فيه الحيوانات |
| إيزل 2                             | حول المسلسل هنا |
| الكبير اوي 2                       | حول المسلسل هنا |
| وش سلندر                           | حول المسلسل هنا |
| شقاوة بنات                         | حول المسلسل هنا |
| مشرفة رجل هذا الزمان               | حول المسلسل هنا |
| شارع عبد العزيز                    | حول المسلسل هنا |
| طاح الجمل                          | حول المسلسل هنا |
| الغالبون                           | حول المسلسل هنا |

## وصلات خارجية
- المرجع الأول والرئيسي موقع سينما دوت كوم بتاريخ 16/7/2011
- قائمة كاملة للمسلسلات بدون تفاصيل بتاريخ 16/7/2011 على موقع youtube14.com